# Omodos
Omodos (Grieks: Ομοδος) is een dorp gelegen in het district Limasol van Cyprus.
Het dorp ligt in het Troodosgebergte en is bekend door het jaarlijks wijnfestival in augustus en het 17e-eeuwse Timios Stavrosklooster.
Verder is er veel zelfgemaakt handwerk te koop in de smalle steegjes.

## Afbeeldingen

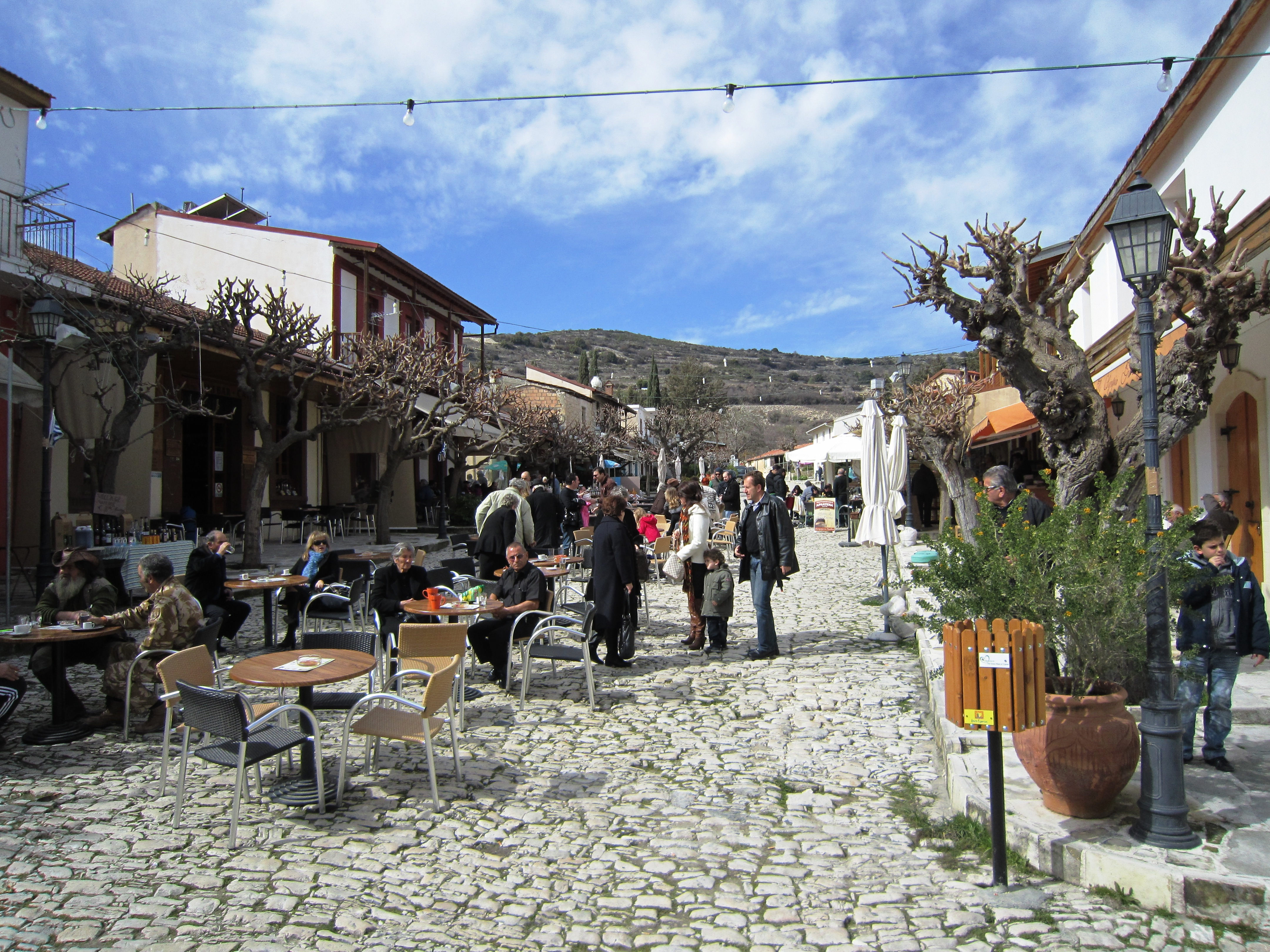
Terrassen in Omodos
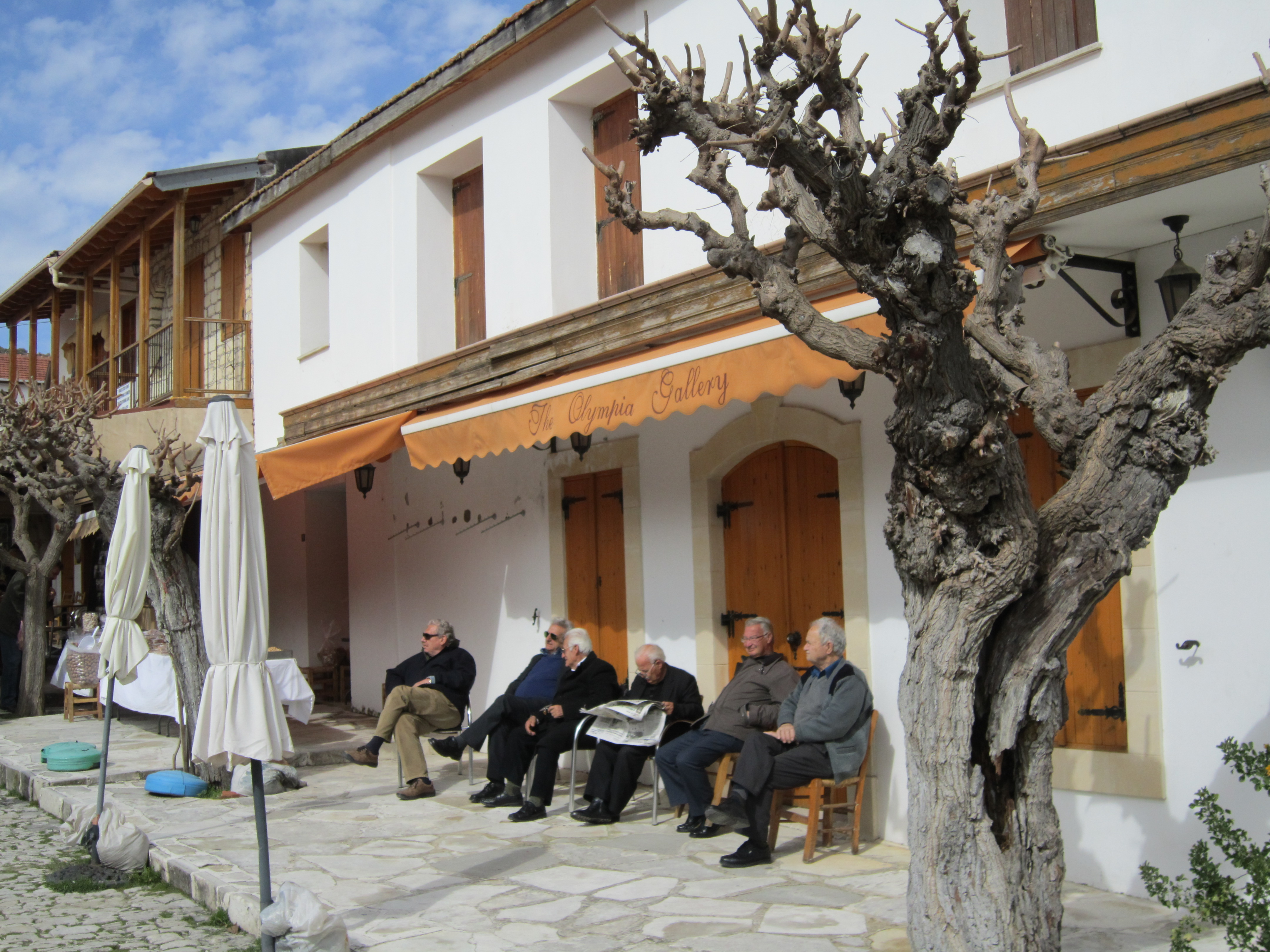
Plaatselijke bevolking genietend van de zon
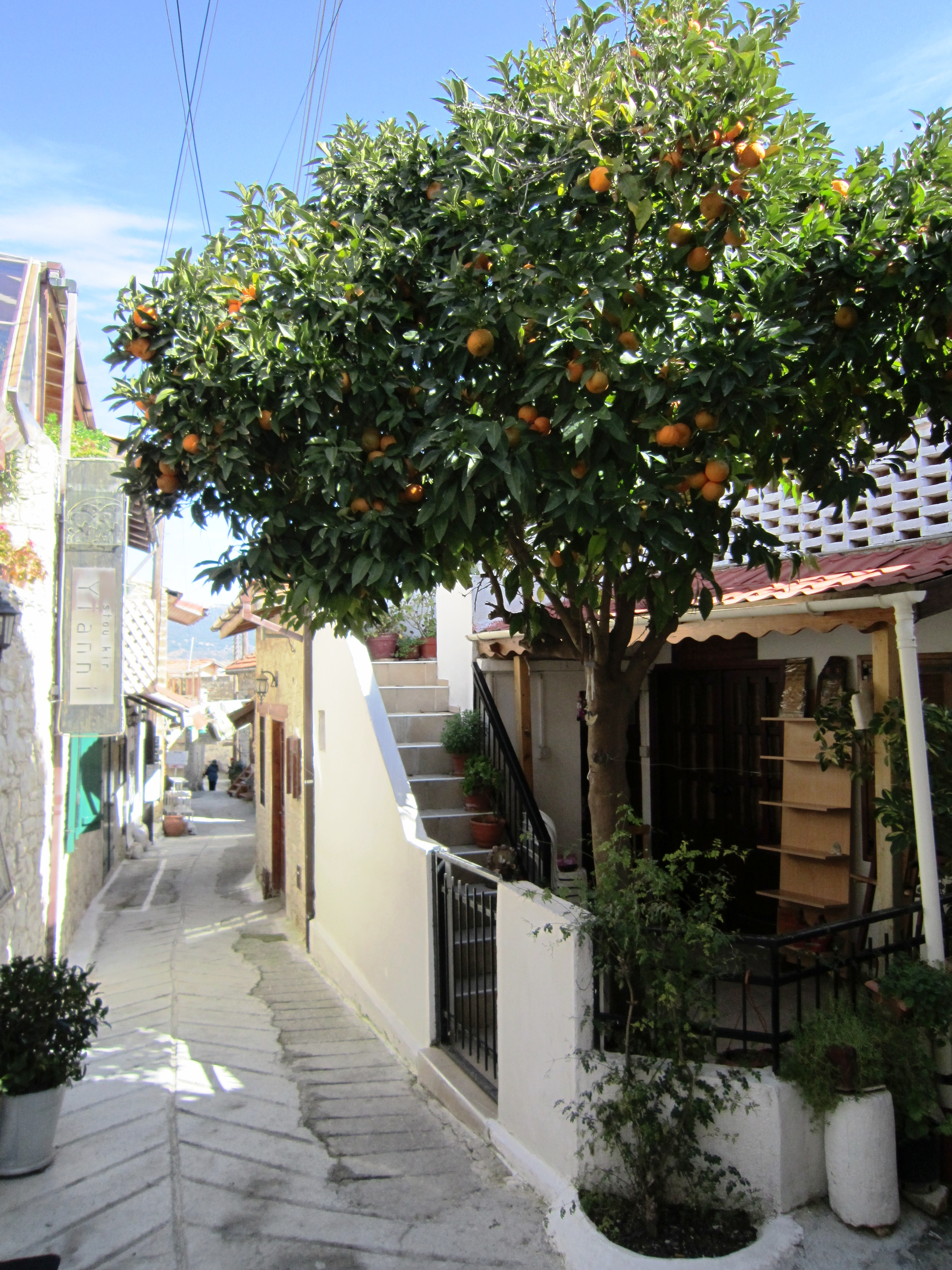
Kleine steegjes in Omodos
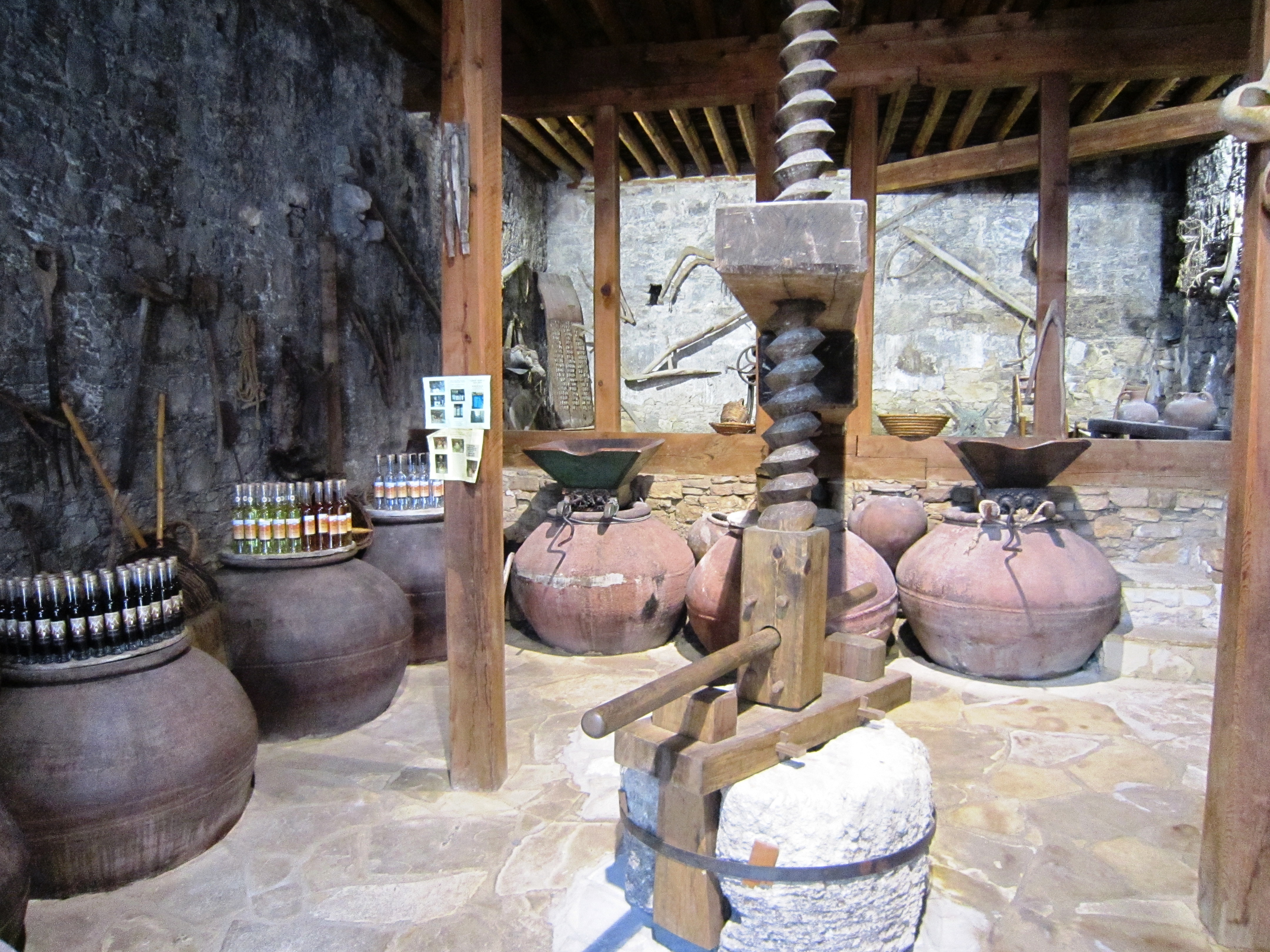
Wijnmuseum met grote wijnpers
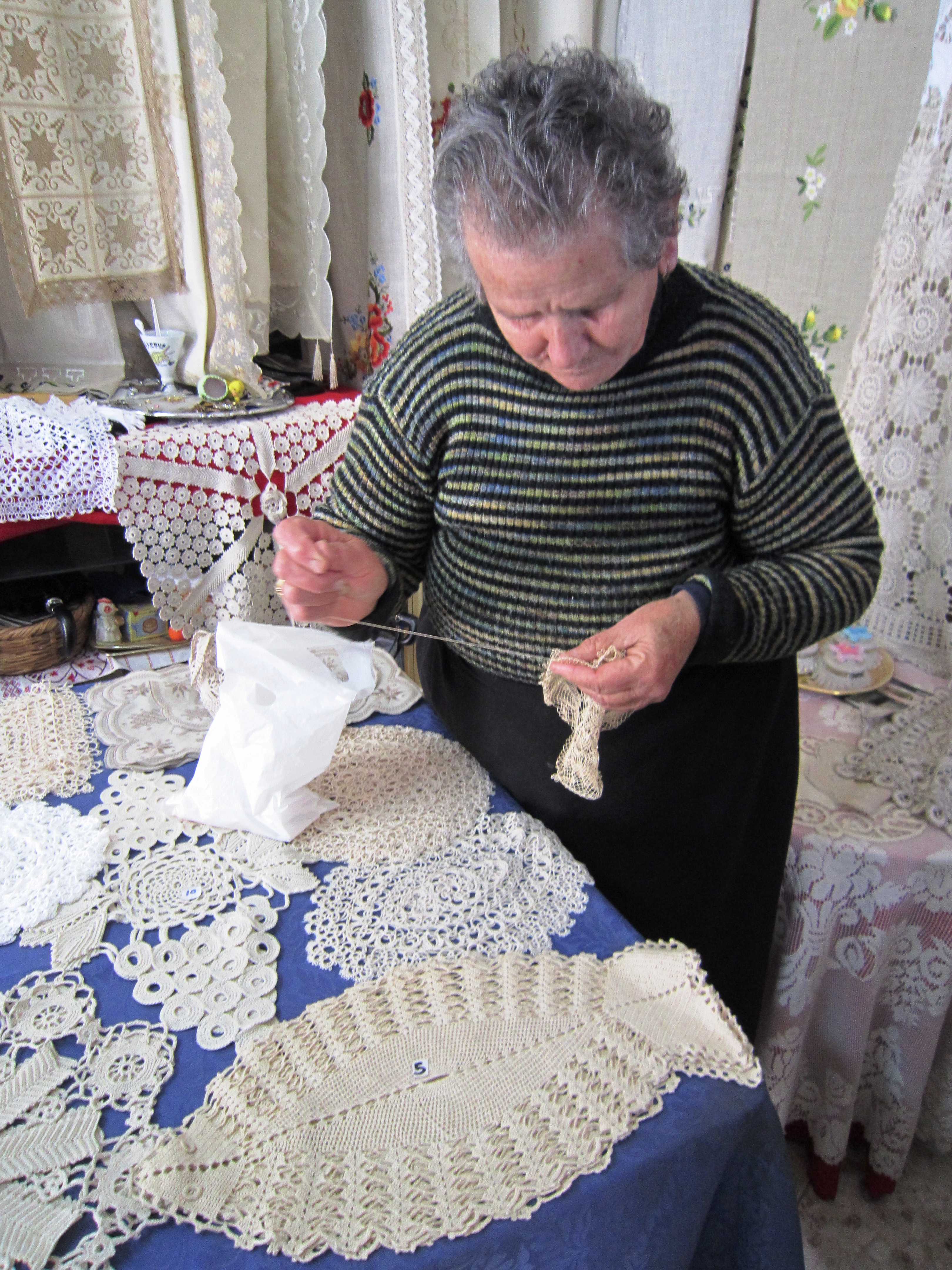
Kant haken
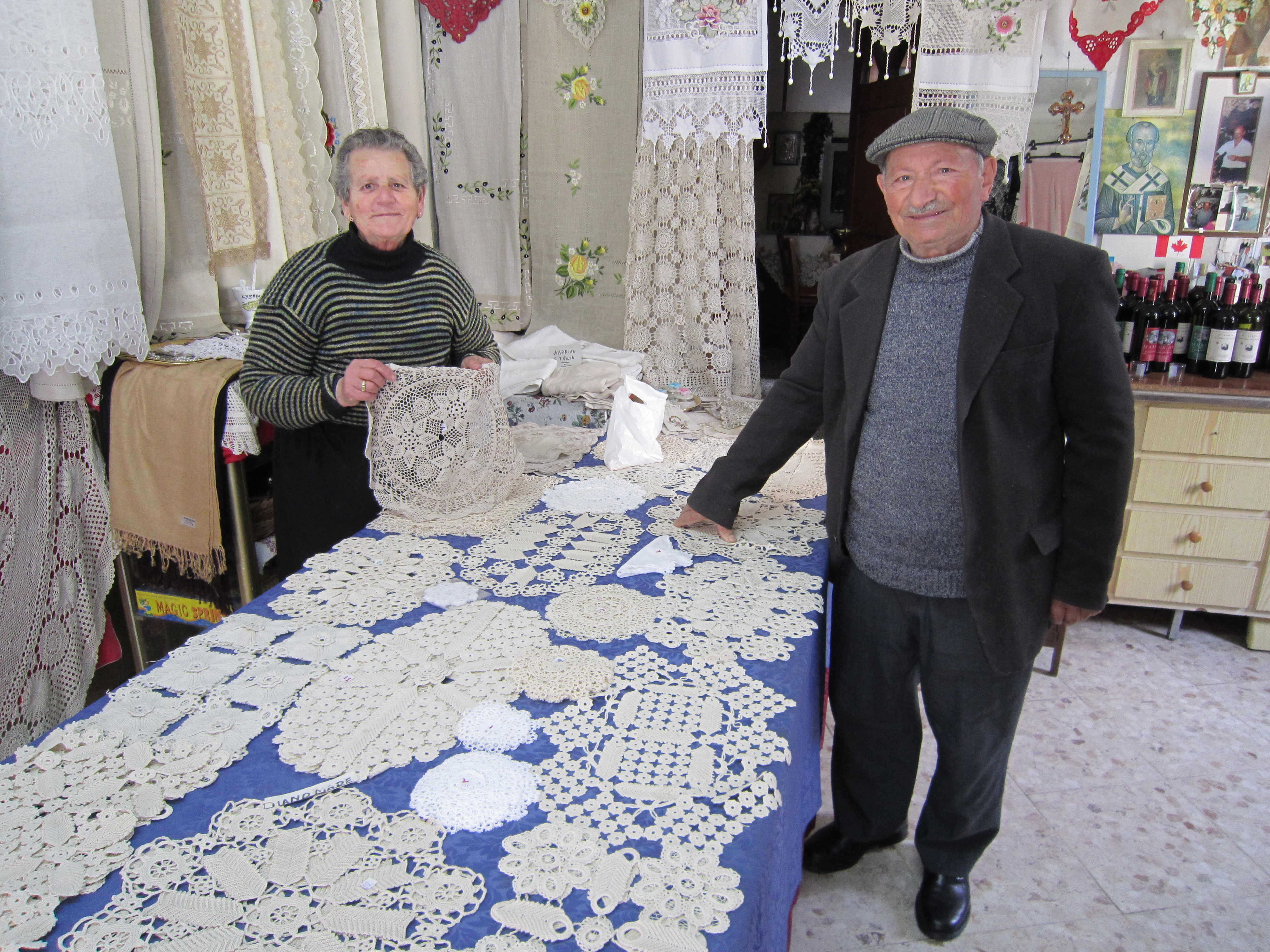
Verkoop van zelfgemaakt kant
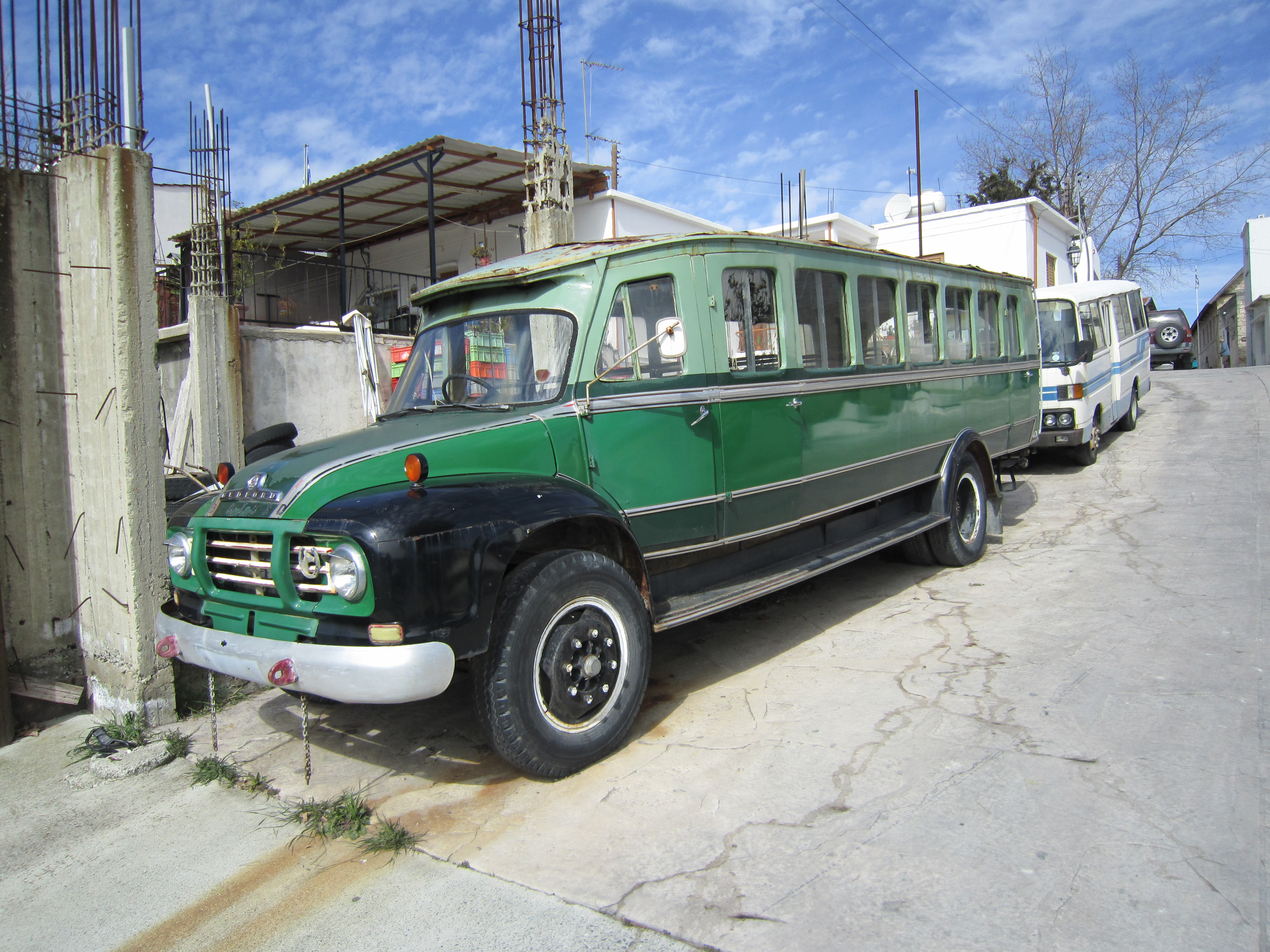
Oude bus in Omodos
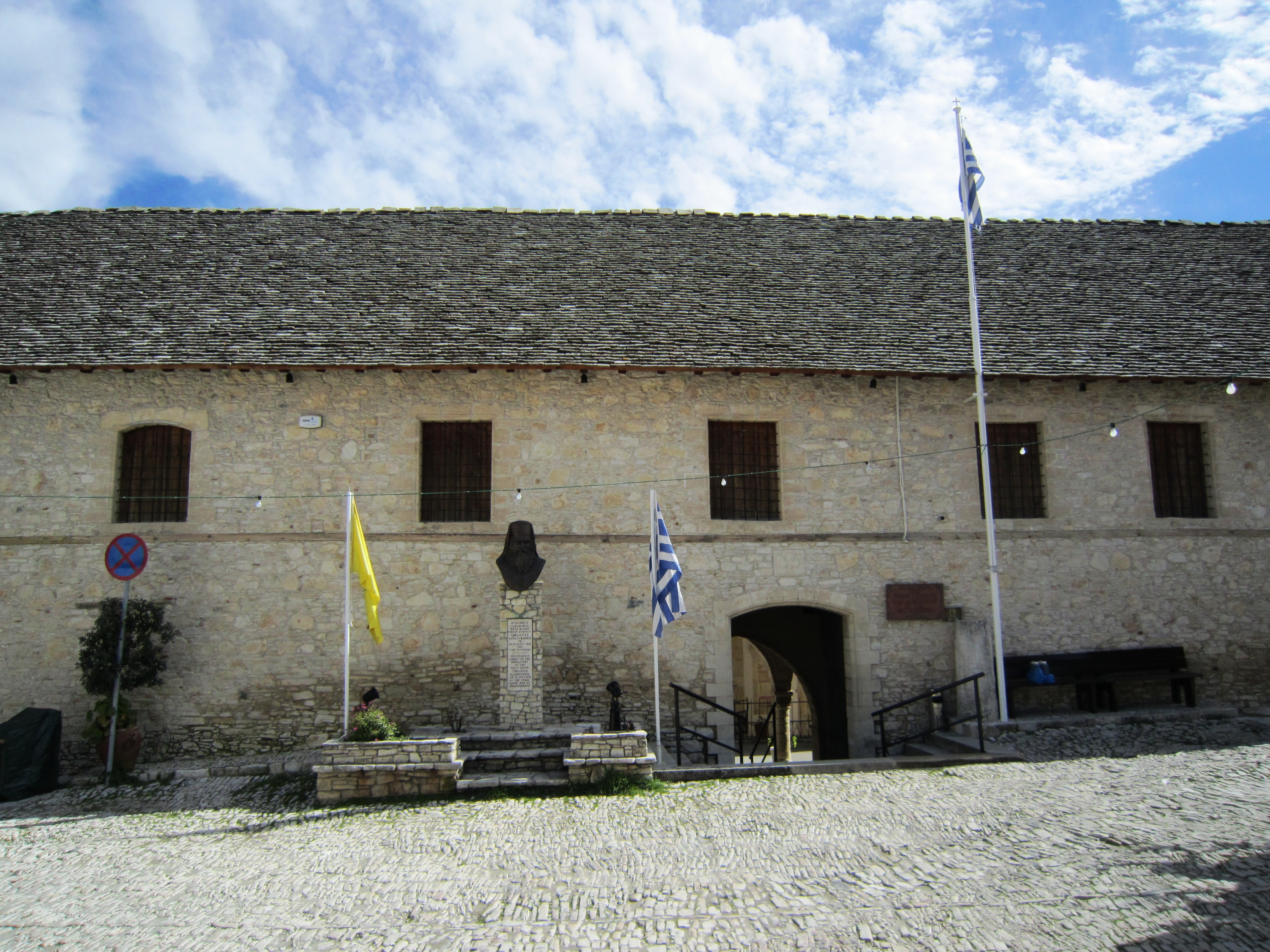
Het klooster